# Naamloos hofje (Balistraat 109)

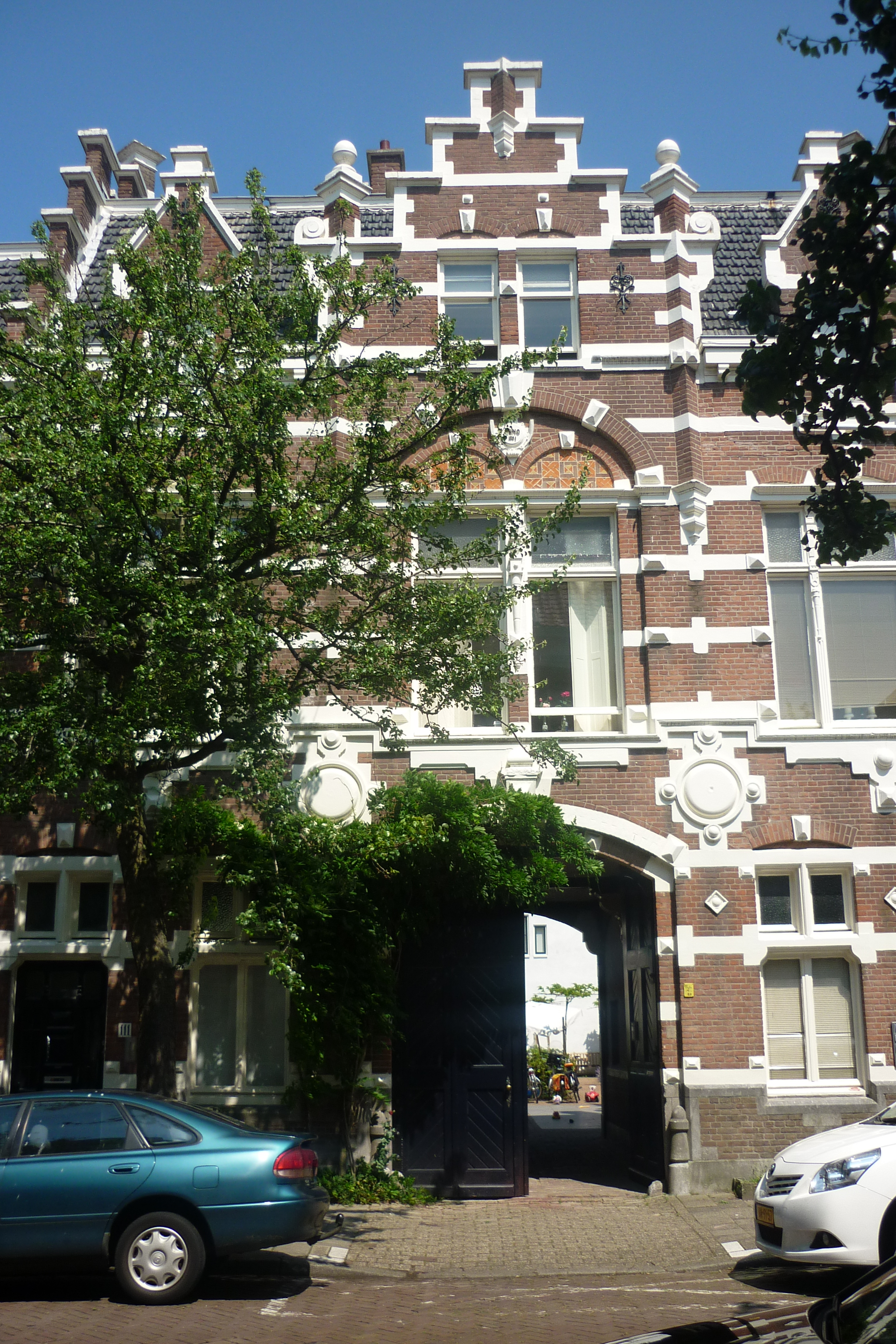
Gezien vanaf de straat

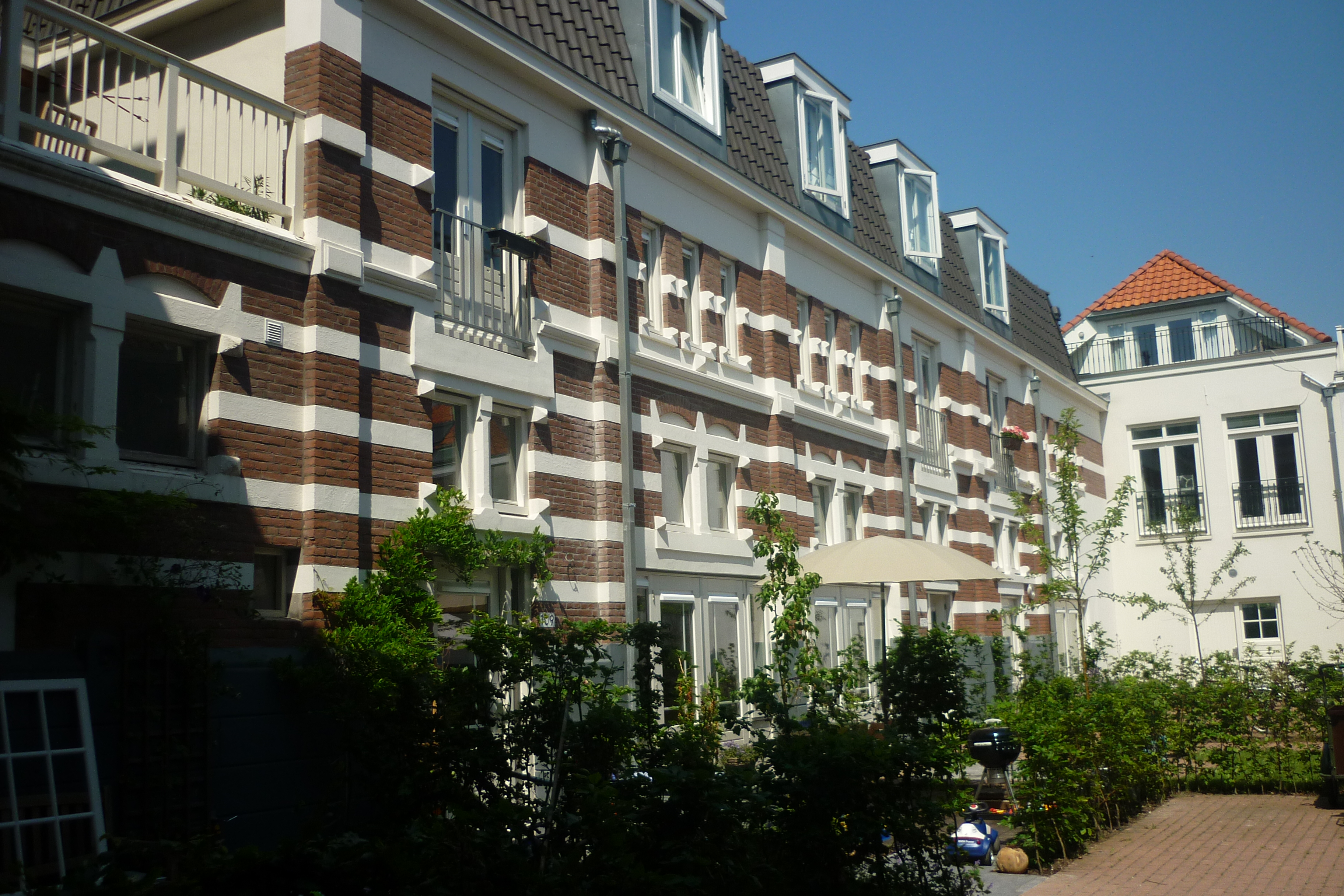
Binnenplaats

De Balistraat in Den Haag ligt in de Archipelbuurt en loopt van de Javastraat naar de Sumatrastraat. In het stukje van de Balistraat tussen de Laan Copes van Cattenburch en de Sumatrastraat is een klein hofje op nummer 109.
De huizen zijn uit de tweede helft van de 19e eeuw, uit 1883 of 1887. Ze werden in neorenaissancestijl gebouwd door Johannes Mutters, die zelf nog op nummer 103 woonde en in 1896 naar de Jan van Nassaustraat 13 verhuisde, wat ook gebouwd werd volgens zijn ontwerp.
Sinds 1771 had Den Haag al de Frederikskazerne, die net buiten de grachtengordel lag, naast waar nu de Frederikstraat is. Na de komst van het koningshuis werden er nog twee kazernes gebouwd, de Alexanderkazerne (1841–1848) in het Willemspark en de Oranjekazerne (1827) net binnen de grachtengordel. Dit trok veel mensen naar Den Haag, niet alleen militairen maar ook handelaren, kooplui, zadelmakers en paardenhandelaren. Zo'n paardenkoopman, A G J Mulder, had zijn bedrijf in de Balistraat. Vanaf de straat zie je een poort waardoor paarden en koetsen naar een binnenplaats konden gaan. Naast de poort waren twee koetshuizen, bereikbaar vanaf de binnenplaats. Boven de poort was een woning. Aan de westkant van de binnenplaats waren stallen. Er hangen aan de muur nog ringen om paarden vast te maken. Aan de voorgevel zijn nog twee lege plekken waar ooit twee paardenkoppen waren.
Na de paardenhandelaar kwam er een fruithandel, mogelijk van C. M. de Kok, die van een van de koetshuizen een kantoortje maakte en een ontvangstruimte. De stallen werden opslagruimten. In de jaren zestig kwam er een autohandelaar en in de jaren zeventig een lijstenmakerij. In die periode stond er een grote blauwe tent op de binnenplaats. Toen dit bedrijf nog meer ruimte nodig had, verhuisde het, en nam een projectontwikkelaar het project onderhanden. Van de stallen aan de binnenplaats werden drie huisjes gemaakt. De ramen werden vergroot en er kwam nog een verdieping op. De renovatie was in 2005 klaar. Links en rechts van de poort zijn nu twee woningen die al eerder bewoond werden.